# Henri Brault

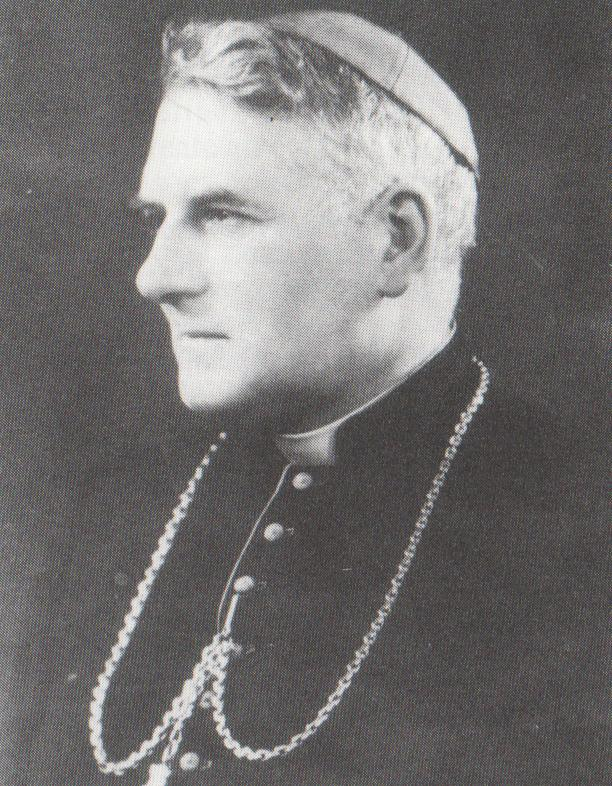
Henri Brault

Henri-René-Adrien Brault (* 12. Juli 1894 in Paris; † 11. Juli 1964 in Épinal) war ein französischer römisch-katholischer Geistlicher und Bischof von Saint-Dié.

## Leben
Er stammte aus einer Pariser Familie und war eines von vier Kindern. Nach dem Besuch des Collège Stanislas trat er 1912 in das Große Seminar von Issy-les-Moulineaux ein. Zu Beginn des Ersten Weltkriegs wurde er als einfacher Soldat zum 416. Infanterieregiment eingezogen und nahm an Kämpfen unter anderem in der Champagne und an der Schlacht um Verdun teil. Bei einer Aufklärungsmission wurde er am 22. April 1918 schwer verwundet, erholte sich jedoch rasch und konnte am 12. Mai 1918 einen gegnerischen Angriff aufhalten, wofür er eine zweite Belobigung erhielt. Als der Krieg endete, hatte er den Rang eines Unterleutnants inne.
Nach dem Krieg kehrte Henri Brault in das Große Seminar zurück. Er empfing am 18. Dezember 1920 die Diakonen- und am 29. Juni des darauffolgenden Jahres die Priesterweihe. Aufgrund seines dynamischen Auftretens war er in der diözesanen Missionsarbeit tätig. Im Jahr 1937 wurde er Kanoniker in Paris. Zu Beginn des Zweiten Weltkriegs wurde er 1939 wiederum zum Militär eingezogen und diente, zuletzt als Hauptmann der Reserve, in militärischen Stäben. Nach Kriegsende führte er die Missionsarbeit bis 1947 fort.
Papst Pius XII. berief ihn am 29. September 1947 zum Bischof von Saint-Dié. Die Bischofsweihe spendete ihm am 18. November 1947 in der Kathedrale Notre-Dame de Paris Emmanuel Célestin Kardinal Suhard, Erzbischof von Paris; Mitkonsekratoren waren Louis-Marie-Joseph de Courrèges d’Ustou, Bischof von Montauban, und Georges-Louis-Camille Debray, Bischof von Meaux. Am 26. November 1947 nahm er sein Bistum in Besitz. Henri Brault verlegte den Sitz der Diözesanverwaltung nach Épinal, da die Gebäude in Saint-Dié-des-Vosges zerstört und die Kathedrale von Saint-Dié stark beschädigt war. Er war Teilnehmer an der ersten und zweiten Session des Zweiten Vatikanischen Konzils.
Henri Brault starb in Épinal und wurde in der Bischofsgruft der Kathedrale von Saint-Dié beigesetzt.